# Janina Hecht
Janina Hecht (* 1983 in Bietigheim-Bissingen) ist eine deutsche Autorin.

## Leben
Hecht studierte Neuere deutsche Literatur und Linguistik sowie Psychologie. Sie arbeitete viele Jahre in der Redaktion des Verlags J.B. Metzler und als Wissenschaftliche Mitarbeiterin am Zentrum für Angewandte Kulturwissenschaft des KIT. Sie wohnt in Karlsruhe und hat einen Sohn. 2021 erschien ihr Roman In diesen Sommern im Verlag C.H.Beck.
Der Roman erzählt in kurzen bildhaften Szenen die Geschichte von Teresa, die mit einem alkoholkranken Vater aufwächst.

## Auszeichnungen
- 2022: Nominierung Thaddäus-Troll-Preis (Shortlist)[3]
- 2022: Jahresstipendium für Schriftsteller des Ministeriums für Wissenschaft und Kunst des Landes Baden-Württemberg[4]
- 2023: Stipendium des Förderkreises der Schriftsteller:innen in Baden-Württemberg g.e.V.[5]

## Werke
- In diesen Sommern. Roman. C.H.Beck 2021, ISBN 978-3-406-77449-2